# Sphenomorphus diwata
Sphenomorphus diwata е вид влечуго от семейство Сцинкови (Scincidae).

## Разпространение и местообитание
Този вид е разпространен във Филипини.
Обитава гористи местности, планини и възвишения.